# Ann Flower
Ann Jemimia Flower (Ellecom, 8 juli 1885 – Rheden, 9 augustus 1995) was vanaf 16 september 1993 de oudste inwoner van Nederland, na het overlijden van Johanna Zandstra-Giezen. Zij heeft deze titel 1 jaar en 327 dagen gedragen.
Flower overleed op de leeftijd van 110 jaar en 32 dagen. Haar opvolgster als oudste Nederlander was Johanna van Dommelen-Hamer.